# 第一次桑切斯内阁
第一次桑切斯内阁（西班牙語：Primer Gobierno Sánchez）是2018年6月7日至2020年1月13日存在的西班牙政府内阁。首相是佩德罗·桑切斯，副首相是卡门·卡尔沃。由于触发提前大选，该内阁从2019年4月29日起为看守内阁，直到2020年1月组建新一届内阁为止。

## 历史

### 内阁组成历史
在2018年6月西班牙政府不信任案投票公决后，人民党主席马里亚诺·拉霍伊被迫辞职，工社党总书记佩德羅·桑切斯于6月1日被任命为新一届西班牙首相。他在6月7日组建新一届内阁，由工社党单独执政，并取代第二次拉霍伊内阁。
2019年2月，桑切斯内阁提出的预算案被议会否决，并在2019年4月28日举行西班牙全国大选。该内阁从2019年4月29日起成为看守内阁。
在4月的大选中，工社党在众议院350个议席中收获123席，是议会第一大党，但未获得绝对多数席位，无法单独组建内阁。随后的数月也无法与其他政党达成联合组阁协议。最终根据宪法规定，在11月再次举行大选。
在11月的大选中，工社党在众议院350个议席中收获120席，仍未获得绝对多数席位，组阁僵局持续。大选结束后，工社党与左翼的我们能党达成联合组阁协议。2020年1月7日在众议院第二次授权投票中以微弱优势获胜。自此，桑切斯连任首相，并在1月13日组建新一届内阁。

### 人事变动
在内阁人事方面，原文化与体育大臣马克西姆·韦尔塔在刚就任不到一周，就被爆出逃税约21.8万欧元的丑闻。他不得不辞职，并依照法院判决向财政部缴纳365,928欧元的罚款。其职位由何塞·吉劳接替。
2018年9月，原卫生、消费与社会福利大臣卡门·蒙顿被爆出硕士论文抄袭造假的学术丑闻。她成为桑切斯内阁第二位下台的大臣。其职位由玛丽亚·路易莎·卡塞多接替。
2019年5月21日，原地方政策与公共职能大臣梅丽特克塞尔·巴泰特当选新一届众议院议长。其职位由农业、渔业与食品大臣路易斯·普拉纳斯代理。
2019年11月30日，原外交、欧盟与合作大臣何塞普·博雷利转任欧盟外交和安全政策高级代表。其职位由国防大臣玛加丽塔·罗夫莱斯代理。

## 内阁组成
桑切斯内阁共有18名成员，其中11人为女性，是西班牙有史以来女性人数最多的内阁。
| 职务                       | 姓名 | 姓名                     | 在任期間                     | 所属政党 | 所属政党   |
| -------------------------- | ---- | ------------------------ | ---------------------------- | -------- | ---------- |
| 西班牙首相                 |      | 佩德羅·桑切斯            | 2018年6月2日－2020年1月8日   |          | 工社党     |
| 副首相                     |      | 卡门·卡尔沃              | 2018年6月7日－2020年1月13日  |          | 工社党     |
| 首相府、议会关系与平等大臣 |      | 卡门·卡尔沃              | 2018年6月7日－2020年1月13日  |          | 工社党     |
| 外交、欧盟与合作大臣       |      | 何塞普·博雷利            | 2018年6月7日－2019年11月30日 |          | 工社党     |
| 司法大臣                   |      | 多洛雷斯·德尔加多        | 2018年6月7日－2020年1月13日  |          | 无党籍     |
| 国防大臣                   |      | 玛加丽塔·罗夫莱斯        | 2018年6月7日－2020年1月13日  |          | 无党籍     |
| 财政大臣                   |      | 玛丽亚·赫苏斯·蒙特罗     | 2018年6月7日－2020年1月13日  |          | 工社党     |
| 内政大臣                   |      | 费尔南多·格兰德-马拉斯卡 | 2018年6月7日－2020年1月13日  |          | 无党籍     |
| 发展大臣                   |      | 何塞·路易斯·阿瓦洛斯     | 2018年6月7日－2020年1月13日  |          | 工社党     |
| 教育与职业培训大臣         |      | 伊莎贝尔·塞拉            | 2018年6月7日－2020年1月13日  |          | 工社党     |
| 政府发言人                 |      | 伊莎贝尔·塞拉            | 2018年6月7日－2020年1月13日  |          | 工社党     |
| 劳动、移民与社会保障大臣   |      | 马格达莱娜·巴莱里奥      | 2018年6月7日－2020年1月13日  |          | 工社党     |
| 工业、贸易与旅游大臣       |      | 雷耶斯·马罗托            | 2018年6月7日－2020年1月13日  |          | 工社党     |
| 农业、渔业与食品大臣       |      | 路易斯·普拉纳斯          | 2018年6月7日－2020年1月13日  |          | 工社党     |
| 地方政策与公共职能大臣     |      | 梅丽特克塞尔·巴泰特      | 2018年6月7日－2019年5月21日  |          | 加泰社會黨 |
| 生态转型大臣               |      | 特雷莎·里韦拉            | 2018年6月7日－2020年1月13日  |          | 工社党     |
| 文化与体育大臣             |      | 马克西姆·韦尔塔          | 2018年6月7日 – 2018年6月14日 |          | 无党籍     |
| 文化与体育大臣             |      | 何塞·吉劳                | 2018年6月14日－2020年1月13日 |          | 无党籍     |
| 经济与企业大臣             |      | 纳迪娅·卡尔维尼奥        | 2018年6月7日－2020年1月13日  |          | 无党籍     |
| 卫生、消费与社会福利大臣   |      | 卡门·蒙顿                | 2018年6月7日－2018年9月12日  |          | 工社党     |
| 卫生、消费与社会福利大臣   |      | 玛丽亚·路易莎·卡塞多     | 2018年9月12日－2020年1月13日 |          | 工社党     |
| 科学、创新与大学大臣       |      | 佩德罗·杜克              | 2018年6月7日－2020年1月13日  |          | 无党籍     |